# XXXXIX. Gebirgs-Armeekorps
XXXXIX. Gebirgs-Armeekorps var en tysk armékår för strid i bergsterräng under andra världskriget. Kåren sattes upp den 20 juni 1940.

## Slaget om Moskva

### Organisation
Armékårens organisation den 12 augusti 1941:
- 1. Gebirgs-Division
- 4. Gebirgs-Division
- 125. Infanterie-Division

## Befälhavare
Kårens befälhavare:
- General der Gebirgstruppe Ludwig Kübler  25 oktober 1940–19 december 1941
- General der Gebirgstruppe Rudolf Konrad  19 december 1941–26 juli 1943
- General der Infanterie Helge Auleb  26 juli 1943–15 augusti 1943
- General der Gebirgstruppe Rudolf Konrad  15 augusti 1943–15 februari 1944
- General der Infanterie Friedrich Köchling  15 februari 1944–15 mars 1944
- General der Gebirgstruppe Rudolf Konrad  15 mars 1944–10 maj 1944
- General der Artillerie Walter Hartmann  10 maj 1944–26 juli 1944
- General der Artillerie Walter Hartmann  4 augusti 1944–5 augusti 1944
- General der Gebirgstruppe Karl von Le Suire  5 augusti 1944–8 maj 1945

Stabschef:
- Oberst Ferdinand Jodl  25 oktober 1940–6 januari 1942
- Generalmajor Josef Kübler  6 januari 1942–19 januari 1943
- Oberst Wolfdietrich von Xylander  19 januari 1943–1 juni 1943
- Oberst Ernst Michael  1 juni 1943–5 augusti 1943
- Oberst Wilhelm Haidlen  5 augusti 1943–30 maj 1944
- Oberst Kurt von Einem  30 maj 1944–5 augusti 1944
- Oberst Wilhelm Haidlen  5 augusti 1944–1 februari 1945
- Oberstleutnant Ludwig von Eimannsberger  1 februari 1945–5 april 1945
- Oberstleutnant Werner Vogl  5 april 1945–1 maj 1945